# La Puríssima dels Escolapis de Moià
La Puríssima és la capella del noviciat dels Pares Escolapis de la vila de Moià, del terme municipal del mateix nom, cap de comarca del Moianès.
És una església construïda al segle xx, d'una sola nau, situada a la planta baixa de l'edifici principal de l'escola dels Escolapis de Moià. En aquesta església es guarden unes Defenses jurídiques i unes Censures eclesiàstiques del pare escolapi Gaietà Renom.